# Coussarea bahiensis
Coussarea bahiensis är en måreväxtart som beskrevs av Johannes Müller Argoviensis. Coussarea bahiensis ingår i släktet Coussarea och familjen måreväxter. Inga underarter finns listade i Catalogue of Life.